# Lopata, Celje
Lopata este o localitate din comuna Celje, Slovenia, cu o populație de 588 de locuitori.